# Piramide quadrata giroelongata
In geometria solida, la piramide quadrata giroelongata è un solido con 13 facce che può essere costruito, come intuibile dal suo nome, "giroallungando" una piramide quadrata attraverso l'aggiunta di un antiprisma quadrato alla sua base.

## Caratteristiche
Nel caso in cui tutte le sue facce siano poligoni regolari, la piramide quadrata giroelongata diventa uno dei 92 solidi di Johnson, in particolare quello indicato come J10, ossia un poliedro strettamente convesso avente come facce dei poligoni regolari ma comunque non appartenente alla famiglia dei poliedri uniformi.

## Formule
Considerando una piramide quadrata giroelongata avente come facce dei poligoni regolari aventi lato di lunghezza {\displaystyle a}, le formule per il calcolo del volume {\displaystyle V}, della superficie {\displaystyle A} e dell'altezza {\displaystyle h} risultano essere:
{\displaystyle V={\frac {a^{3}}{3}}\left({\sqrt {4+3{\sqrt {2}}}}+{\frac {\sqrt {2}}{2}}\right);}
{\displaystyle A=a^{2}\left(1+3{\sqrt {3}}\right);}
{\displaystyle h=a\left({\sqrt {1-{\frac {1}{2+{\sqrt {2}}}}}}+{\frac {1}{\sqrt {2}}}\right).}

## Poliedro duale
Il poliedro duale della piramide quadrata giroelongata ha facce diverse: un quadrato, quattro pentagoni e quattro aquiloni.
| Poliedro duale | Sviluppo piano del duale |
| -------------- | ------------------------ |
|                |                          |

## Applicazioni
La piramide quadrata giroelongata è la forma cristallina che acquisiscono i composti chimici aventi una geometria molecolare ad antiprisma quadrato monocappato. La figura sottostante rappresenta uno di questi composti, lo ione nonaidridorenato, ReH2−9: